# Louis Walsh
Michael Louis Vincent Walsh (Kiltimagh, 5 de agosto de 1952) é um empresário irlandês de entretenimento e jurado do programa de talento da televisão britânica The X Factor UK.
Originalmente de Kiltimagh, Walsh se mudou para Dublin para começar na indústria da música. Ele gerenciou Johnny Logan, Boyzone e Westlife, três dos maiores artistas pop mais bem sucedidos das últimas décadas. Mais tarde na vida, Walsh começou uma carreira alternativa como jurado de talentos da TV. Ele é jurado do The X Factor desde o início da série, em 2004  e também foi jurado dos programas You're a Star, Popstars, Popstars: The Rivals, Britain's Got Talent e The X Factor (Estados Unidos).

## Empresário
Na década de 1990, Walsh decidiu criar uma versão irlandesa do Take That. A banda criada se chama Boyzone, que Walsh conseguiu alcançar sucesso internacional com o grupo e lançou seis # 1 hit singles do Reino Unido e quatro álbuns #1, com vendas de 20 milhões de cópias em todo o mundo.
Quando Ronan Keating anunciou que queria fazer uma pausa da Boyzone, Walsh continuou a gerir a sua carreira. Keating conseguiu um hit número um com a música "Life is a Rollercoaster" em 2000, enquanto seu álbum vendeu 4,4 milhões de cópias.
Keating e Walsh mais tarde concordaram em separar a companhia e Keating continuou sua carreira solo. Walsh, então, voltou à fórmula da boyband e criou o Westlife.
Em 10 de outubro de 2009, o membro da Boyzone, Stephen Gately, morreu dormindo aos 33 anos, vítima de uma embolia pulmonar causada por uma condição cardíaca preexistente não diagnosticada. Walsh comentou: "Estou completamente em choque, eu estava com ele na segunda-feira em uma cerimônia de premiação. Nós não sabemos muito sobre o que aconteceu ainda. Ele era um grande homem".

## Carreira
Seu trabalho na televisão começou em 2001, na versão irlandesa do Popstars. No ano seguinte, Walsh apareceu como um jurado na versão britânica na ITV, Popstars: The Rivals com Pete Waterman e Geri Halliwell. Walsh bateu cabeça-a-cabeça com Waterman no show com suas meninas da girl group Girls Aloud e com os meninos de Waterman, One True Voice.
Girls Aloud estreou seu single "Sound of the Underground" e alcançou o número um no Reino Unido. Walsh conseguiu que a  banda atingisse um milhão de vendas de singles, enquanto seu álbum de estreia foi disco de platina.
Walsh já se apresentou em diversos shows da TV, na emissora irlandesa Raidió Teilifís Eireann (RTE), ele participou do You're a Star. Ele cobriu Simon Cowell como jurado no Britain's Got Talent durante a audições da quarta temporada em Birmingham, devido Simon ter ficado doente. Ele novamente preencheu o lugar de David Hasselhoff nas audições de Londres na quinta temporada. Walsh também substiuiu Simon Cowell no The X Factor (Estados Unidos) nas audições em Kansas City em 2011.
Louis Walsh continua sendo jurado do The X Factor (Reino Unido) desde 2004. Na sua segunda temporada, ganhou a categoria 16-24 anos com o participante Shayne Ward. Atualmente ele participa da 13º temporada, ao lado de Simon Cowell, Sharon Osbourne (umas de suas amigas mais próximas) e da Nicole Scherzinger.

### The X Factor
Walsh apareceu a partir de 2004 como juiz, juntamente com Simon Cowell e Sharon Osbourne no programa de talentos ITV, The X Factor. Em 2004, Walsh encontrou o gráfico com o G4, que passou a ter um álbum de topografia e completou duas turnês do Reino Unido. [Citação necessária] Em 2005, Walsh conseguiu o vencedor Shayne Ward, cujo single de estreia "That's My Goal" passou quatro semanas no Reino Unido número um. [citação necessária] Em novembro de 2005, Walsh desistiu do show na meia série de protestos em relação ao seu tratamento no show; O exemplo mais explícito é que Osbourne está molhando ele com água durante uma gravação ao vivo.  Walsh voltou no show ao vivo de sábado à noite, afirmando que não poderia deixar seu concorrente remanescente e o vencedor, Shayne Ward. Ward passou a ganhar a competição com mais de 10 milhões de votos na final. Walsh então ganhou The X Factor: Battle of the Stars com a atriz Lucy Benjami.
A ITV anunciou em março de 2007 que Walsh não retornaria como juiz no The X Factor, mas permaneceria nos bastidores gerenciando alguns atos do show. [9] De acordo com o jornal britânico The Sun, a decisão de ser substituída por outros dois juízes foi um choque para ele. Ele foi substituído no painel pelo coreógrafo americano Brian Friedman. Osbourne, Cowell, Friedman e o novo juiz Dannii Minogue apareceram nas audições de Londres; No entanto, após os primeiros dias, Cowell decidiu contratar Walsh para o painel e contratar Friedman como instrutora coreográfica para os estágios de shows ao vivo. Em 22 de junho de 2007, Walsh confirmou que ele retornaria como juiz da quarta série de The X Factor. ] Friedman tornou-se o diretor criativo do show. Walsh orientou a categoria de mais de 25 anos na série quatro. No palco 'Judges Houses' da competição, Walsh levou seus atos a Dublim e convidou o convidado Kian Egan para ajudá-lo a decidir quem efetuar os shows ao vivo. Cowell teria dito a Walsh por seus comentários sobre as Spice Girls. Walsh havia dito que o grupo feminino estava "passado em sua data de venda" e falta de talento, mas Cowell já tinha planos de reservar as meninas no show.
Cowell teria dito a Walsh por seus comentários sobre as Spice Girls. Walsh havia dito que o grupo feminino estava "passado em sua data de venda" e falta de talento, mas Cowell já tinha planos para reservar as meninas no show.  Em 2008, Walsh voltou para a quinta série junto com Cowell, Minogue e Cheryl Cole, que foi contratado depois que Osbourne parou em junho passado. Nesta série, Walsh orientou os grupos, escolhendo JLS, Girlband e Bad Lashes para representá-lo nos shows ao vivo. Walsh levou seus atos para Castle Leslie na Irlanda durante a fase de casas dos juízes, onde foi ajudado pela estrela de Westlife, Shane Filan. Bad Lashes e Girlband foram os dois primeiros atos a serem eliminados nas duas primeiras semanas, mas a JLS terminou como vice-campeão.

## Lista de grupos e artistas que foram formados por Walsh
| Artista          | Duração       | Observações |
| ---------------- | ------------- | ----------- |
| Boyzone          | 1993–2000     |             |
| Westlife         | 1998–2012     |             |
| Samantha Mumba   | 2000–02       |             |
| Ronan Keating    | 2000–03       |             |
| Bellefire        | 1999–2004     |             |
| Six              | 2001–02       |             |
| Girls Aloud      | 2002–2013     |             |
| G4               | 2004–07       |             |
| Shayne Ward      | 2005–09       |             |
| Jedward          | 2009–13       | [ 5 ] [ 6 ] |
| Wonderland       | 2010–11       |             |
| Union J          | 2013–15       |             |
| Hometown         | 2013-16       |             |
| Shane Filan      | 2012–presente |             |
| Myles and Connor | 2012–presente |             |